# Cité de refuge

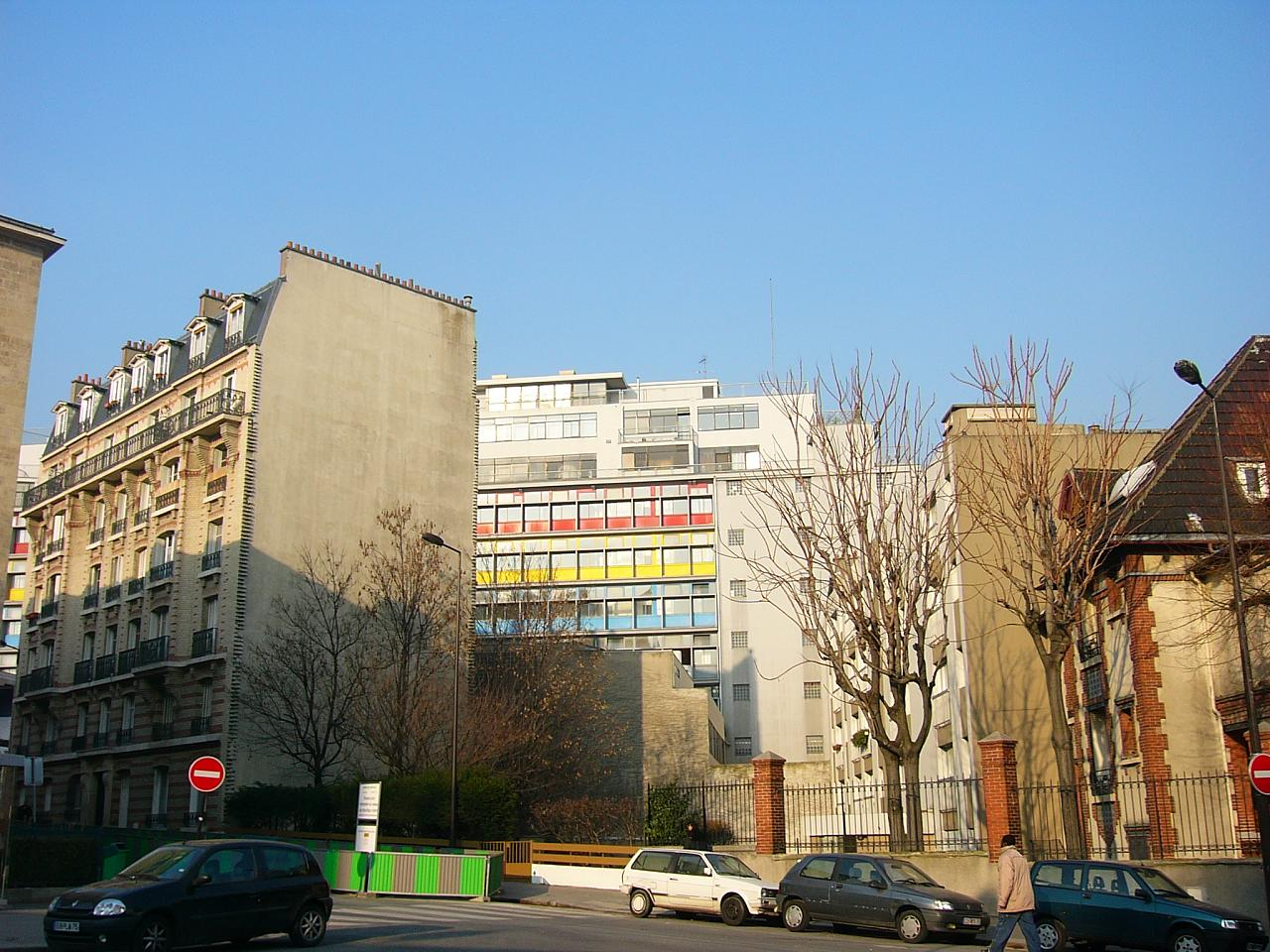
Cité de refuge

Cité de refuge är en byggnad i centrala Paris som ägs av den franska Frälsningsarmén och ritades av den berömde arkitekten Le Corbusier. Byggnaden uppfördes under åren 1929 till 1933 med hjälp av pengar från fler än 20 000 privata donatorer. Dess syfte var att tillfälligt hysa 600 hemlösa. 
Byggnaden består av ett långhus i sju våningsplan, innehållande sovceller med generösa ljusinsläpp, såsom modernismen förespråkade, vilka effektivt styckar upp fasaden i ett rutmönster. Till en början orsakade denna utformning en obehaglig hetta sommartid, vilket senare löstes med markiser och jalusier. Arkitekturen påminner en hel del om ett kryssningsfartyg, vilket kan förklaras med den fascination som Le Corbusier vid denna tid hyste för maskiner och fordon. Cité de refuge skadades svårt i bombningarna under andra världskriget men återställdes i början av 1950-talet till sitt originalskick.